# Arcidiecéze dakarská
Arcidiecéze dakarská (lat. Archdiocesis Dakarensis, franc. Archidiocèse de Dakar) je senegalská římskokatolická arcidiecéze. Sídlo biskupství se nachází v Dakaru na avenue Jean XXIII, společně s katedrálou Panny Marie Vítězné. Arcidiecéze je metropolitním stolcem dakarské církevní provincie.

## Historie
Apoštolský vikariát byl v Dakaru založen 27. ledna 1936, předtím území spadalo pod jurisdikci senegambského apoštolského vikariátu (od 6. února 1863). Dne 14. září 1955 byla prefektura povýšena na metropolitní arcidiecézi (hlavu vlastní církevní provincie) a apoštolský administrátor Mons. Marcel Lefebvre byl ustanoven prvním arcibiskupem-metropolitou. V reakci na vzrůstající náboženské tendence v regionu byly 21. ledna 1957 farnosti, které byly včleněny do nově vzniklého biskupství v Kaolacku a poté v roce 1967 do nově ustanoveného biskupství v Thiès.

## Sídelní biskup
Od roku 2015 je dakarským arcibiskupem Mons. Ndiaye, který v úřadu vystřídal kardinála Sarra, jehož předchůdcem byl kardinál Hyacinthe Thiandoum, který v úřadu vystřídal arcibiskupa Marcela Lefebvra.